# (10119) Remarque
(10119) Remarque ist ein Asteroid des Hauptgürtels, der am 18. Dezember 1992 vom belgischen Astronomen Eric Walter Elst am Observatoire de Calern (IAU-Code 010) in Südfrankreich entdeckt wurde.
Der Asteroid gehört zur Themis-Familie, einer Gruppe von Asteroiden, die nach (24) Themis benannt wurde.
(10119) Remarque wurde am 28. Juli 1999 nach dem deutschen Schriftsteller Erich Maria Remarque (1898–1970) benannt, der hauptsächlich durch seinen 1928 erschienenen Antikriegsroman Im Westen nichts Neues weltberühmt wurde und dessen Arbeiten in Deutschland als „schädliches und unerwünschtes Schrifttum“ verbrannt wurden.